# Lista de morgadios em Portugal
Esta é uma lista incompleta dos morgadios criados em Portugal.

## Morgadios
| Brasão                        | Morgadio                                | Criação               | Primeiro Titular                                                                                            | Tipo           | Representante |
| ----------------------------- | --------------------------------------- | --------------------- | --- | -------------- | --- |
|                               | Morgado de Aborim                       | 1478                  | Álvaro Gonçalves de Barboza                                                                                 | juro e herdade | extinto |
|                               | Morgado do Vale Formoso                 | 18 de Janeiro de 1398 | | juro e herdade | o 14º Morgado foi elevado a Visconde de Juromenha (1815) |
| Armas dos Marqueses de Alvito | Morgado de Alvito                       | Século XIV            | Diogo Lopes Lobo                                                                                            | juro e herdade | extinto |
|                               | Morgado do Arco                         | Século XVII           | D. Francisco Pereira Pinto, Bispo eleito do Porto                                                           | juro e herdade | Família Vaz Guedes de Ataíde Malafaya |
|                               | Morgado da Aurora                       | Século XVIII          | Félix Barreto de Sá Sotto-Mayor                                                                             | juro e herdade | João de Sá Coutinho Rebello Sotto-Mayor, 4º Conde de Aurora |
|                               | Morgado de Azurara                      |                       | Ruy Monteiro, Monteiro-mor (Pai de D. Fernando Rodrigues Monteiro, 4º Grão-Mestre de Aviz, entre 1227-1237) | juro e herdade | extinto |
|                               | Morgado dos Barahonas                   | Século XVII           | António de Barahona                                                                                         | juro e herdade | Pedro Manuel Corrêa de Calvente Barahona, 11º Morgado dos Barahonas |
|                               | Morgado de Barbosa e Ataíde             | Século XVI            | D. Manuel de Azevedo                                                                                        | juro e herdade | Família Vaz Guedes de Ataíde Malafaya |
|                               | Morgado da Bemposta                     | Século XVI            | Cristóvão de Castro                                                                                         | juro e herdade | Guilherme Augusto Pinto da Mota Correia Monteiro |
|                               | Morgado de Bertiandos                   | Século XVI            | Francisco Pereira                                                                                           | juro e herdade | D. Fernando José Telles da Silva e Menezes 9º Marquês de Alegrete, Marquês de Penalva, Marquês de Terena, Conde de Tarouca, Conde de Terena, Conde de Odemira, Conde de Faro, 9º Conde de Bertiandos, 9º Conde de Vila Maior, Visconde de São Gil de Perre e Visconde de Bertiandos |
|                               | 2º Morgado de Bertiandos                | Século XVI            | António Pereira Pinto                                                                                       | juro e herdade | D. Fernando José Telles da Silva e Menezes 9º Conde de Bertiandos |
|                               | Morgado de Bordonhos                    | Século XIV            | D. Maria de Negrelos, senhora da Honra de Bordonhos                                                         | juro e herdade | Bernardo de Vasconcelos e Sousa, 9.º Marquês de Castelo Melhor |
| Armas dos Condes de Arraiolos | Morgado de Bragança                     | Século XIV            | D. Afonso, 1º Duque de Bragança                                                                             | juro e herdade | D. Duarte Pio de Bragança, 6.º Príncipe Real de Portugal e 24.º Duque de Bragança; Chefe da Casa Real Portuguesa |
|                               | Morgado de Botelho                      |                       | | juro e herdade | extinto |
|                               | Morgado de Cabanelas                    | Século XVIII          | António Gomes da Costa                                                                                      | juro e herdade | |
|                               | Morgado de Cadaval                      | Século XIV            | D. Pedro de Castro                                                                                          | juro e herdade | D. Diana Mariana Vitória Álvares Pereira de Mello, 11ª Duquesa de Cadaval |
|                               | Morgadio de Caminha e Sobreira          | Século XVII           | Brás Rodrigues Pita                                                                                         | juro e herdade | Guilherme Augusto Pinto da Mota Correia Monteiro |
|                               | Morgado de Cardoso                      | Século XIII           | | juro e herdade | D. Maria Joana Aouad de Mendoça de Siqueira, 8ª Condessa de São Martinho |
|                               | Morgado da Casa Nova                    | Século XIV            | Afonso de Freitas                                                                                           | juro e herdade | D. João de Lancastre de Mello Sampayo, 4º Barão Pombeiro de Riba Vizela |
|                               | Morgado dos Coimbras                    | Século XVIII          | Gaspar de Queiroz de Vasconcelos Coimbra                                                                    | Juro e herdade | D. António Vasconcelos de Queiroz e Lencastre |
|                               | Morgado da Enxara dos Cavaleiros        | Século XIV            | D. Diogo Afonso de Sousa                                                                                    | juro e herdade | extinto |
|                               | Morgado da Ericeira                     | Século XIV            | D. Diogo Afonso de Sousa                                                                                    | juro e herdade | extinto |
|                               | Morgado da Faia / Morgado de Povolide   | Século XV             | Pedro Lourenço Ferreira                                                                                     | juro e herdade | Maria Mafalda da Silva de Noronha Wagner, 8ª Marquesa de Vagos, 6ª Condessa de Povolide |
|                               | Morgado da Fonte Boa                    | Século XIV            | Martim Mendes de Vasconcelos                                                                                | juro e herdade | D. Jorge Maria e Sousa e Holstein de Mello, 7º Conde de Murça |
|                               | Morgado da Granja                       | Século XVI            | Manuel Ferraz Barreto                                                                                       | juro e herdade | |
|                               | Morgado do Grajal (Granjal)             | Século XVI            | José Vaz de Souza Pinto                                                                                     | juro e herdade | |
|                               | Morgado do Guarda-Mor do Sal de Setúbal | Século XVII           | Diogo Botelho de Moraes Sarmento                                                                            | juro e herdade | Dona Maria Manuela Botelho de Moraes Sarmento, Condessa de Armamar,11º Guarda-Mor do Sal de Setúbal |
|                               | Morgado de Juste                        | Século XVI            | Álvaro Soares de Castro                                                                                     | juro e herdade | Guilherme Augusto Pinto da Mota Correia Monteiro |
| Armas dos Condes de Almada    | Morgado de Lagares d' El-Rei            | Século XV             | D. Rui Vaz Pereira                                                                                          | juro e herdade | D. Lourenço José Almada, 6º Conde de Almada |
|                               | Morgado de Linhares                     | Século XVIII          | José de Vasconcellos e Souza                                                                                | juro e herdade | extinto |
|                               | Morgado do Loureiro                     | Século XVI            | Luís de Loureiro                                                                                            | juro e herdade | |
|                               | Morgado de Mafra                        | Século XIV            | D. Diogo Afonso de Sousa                                                                                    | juro e herdade | Francisco Manuel de Vasconcellos e Souza de Mendonça, 6º Marquês de Ponte de Lima, 18º Visconde de Vila Nova de Cerveira |
|                               | Morgado de Margaride                    | Século XVII           | Domingos Ennes Guerra                                                                                       | juro e herdade | João Manuel Correia de Barros Cardoso de Macedo e Menezes, 3º Conde de Margaride |
|                               | Morgado de Mateus                       | Século XVIII          | D. Luís António de Sousa Botelho Mourão                                                                     | juro e herdade | Fernando de Sousa Botelho de Albuquerque, 6º conde de Vila Real, 4º conde de Mangualde e 5º conde de Melo |
|                               | Morgado de Monfalim                     | Século XV             | Gil Vaz da Cunha                                                                                            | juro e herdade | D. Domingos de Sousa e Holstein, 3º Marquês de Monfalim |
|                               | Morgado de Minotes                      | Século XVII           | Manuel Martins                                                                                              | juro e herdade | Augusto Martins Pereira de Menezes Vellozo Ferreira |
|                               | Morgado de Montes                       | Século XVI            | Manuel Pereira de Castro                                                                                    | juro e herdade | |
|                               | Morgado de Nespereira                   | Século                | D. Pedro Vaz Cardoso                                                                                        | juro e herdade | João Caetano do Carmo Cardoso de Meneses |
|                               | Morgados de Oliveiras                   | Século X              | | juro e herdade | D. João Vicente de Saldanha Oliveira e Sousa, Conde de Rio Maior, Marquês de Rio Maior |
|                               | Morgado de Ota                          | Século XVII           | Rui de Figueiredo                                                                                           | juro e herdade | D. Vasco Maria d'Orey de Figueiredo Cabral da Camara, 6º Conde de Belmonte |
|                               | Morgado da Patameira                    | Século XIV            | D. Martim Afonso de Miranda                                                                                 | juro e herdade | D. Frederico José da Cunha de Mendonça e Menezes, 4º Marquês de Valada, 5º Marquês de Olhão, 7º Conde de Castro Marim, 5º Conde de Caparica |
|                               | Morgado da Pena                         | Século XII            | D. João Nunes de Cerveira                                                                                   | juro e herdade | D. Maria José de Lourdes Martins Pereira de Menezes, 22ª Senhora do Prazo da Pena |
|                               | Morgado de Pombeiro                     | Século XVI            | D. Filipe de Mello Sampayo                                                                                  | juro e herdade | D. João de Lancastre de Mello Sampayo, 4º Barão de Pombeiro de Riba Vizela |
|                               | Morgado da Quinta dos Namorados         | Século XVIII          | Luís Castelino de Freitas                                                                                   | juro e herdade | António Joaquim Villar Castelino e Alvim 5º Visconde de Landal |
| Armas dos Condes de Vimioso   | Morgado de Ramalde                      | Século XVII           | João Dias Leite                                                                                             | juro e herdade | D. Bernardo Pedro Maria Fernando de Bourbon Tavares e Távora |
|                               | Morgado de Redondo                      | Século XV             | D. Vasco Coutinho                                                                                           | juro e herdade | D. Fernando Patrício de Portugal de Sousa Coutinho, 5º Marquês de Borba, 8º Marquês de Valença, 16º Conde de Vimioso, 9º Conde de Soure |
|                               | Morgado dos Romanos                     | Século XVI            | Maria Luís Romano                                                                                           | juro e herdade | |
|                               | Morgado de Sabadão                      | Século XVII           | D. Paulo de Mello Sampayo                                                                                   | juro e herdade | D. José Bernardino de Magalhães Pereira Coutinho, 4º Conde de Paço Vitorino |
|                               | Morgado de Santão                       | Século XVI            | D. Maria de Sousa Lobo                                                                                      | juro e herdade | Pedro José Maria Freitas do Amaral Lobo Machado |
|                               | Morgado de Santiago                     | Século XVIII          | Domingos Gonçalves Lopes                                                                                    | juro e herdade | |
|                               | Morgado de São Nicolau de Alcongosta    | Século XVI            | António Nicolau, prior de Alcongosta                                                                        | juro e herdade | Francisco Manuel Queiroz de Ataíde Pinto Mascarenhas |
|                               | Morgado de Soito                        | Século XVII           | D. Francisco Meneses de Abreu                                                                               | juro e herdade | D. Pedro Miguel dos Santos Abreu |
|                               | Morgado de Sezim                        | Século XV             | Afonso Martins de Freitas                                                                                   | juro e herdade | António Pinto de Mesquita de Mello Mexia e Vasconcellos |
|                               | Morgado de Sousa                        | Século XI             | D. Egas Gomes de Sousa                                                                                      | juro e herdade | D. Afonso Caetano de Barros e Carvalhosa de Bragança, 7º Duque de Lafões |
|                               | Morgado da Trofa                        | Século XV             | Gomes Martins de Lemos                                                                                      | juro e herdade | extinto |
|                               | Morgado de Vilar de Perdizes            | 25 de maio de 1555    | António de Sousa Pereira                                                                                    | juro e herdade | Extinto |